# Isthmohyla angustilineata
Isthmohyla angustilineata là một loài ếch trong họ Nhái bén.
Loài này có ở Costa Rica và Panama.
Môi trường sống tự nhiên của nó là các khu rừng vùng núi ẩm nhiệt đới hoặc cận nhiệt đới, đầm nước ngọt, và đầm nước ngọt có nước theo mùa.